# Dinjiška
Dinjiška (italsky Dignisca) je vesnice a přímořské letovisko v Chorvatsku v Zadarské župě, spadající pod opčinu města Pag. Nachází se na ostrově Pag, asi 13 km jihovýchodně od města Pagu a asi 31 km severovýchodně od Zadaru. V roce 2011 zde trvale žilo 137 obyvatel. Nejvíce obyvatel (303) zde žilo v roce 1931.
Sousedními vesnicemi jsou Gorica, Miškovići, Povljana, Stara Vas a Vlašići.
Blízko u vesnice se nachází slanisko. U vesnice se taktéž nachází turisty často navštěvované jezero Velo Blato, které je ornitologickou rezervací pro dlouhokřídlé. Nachází se zde též kostel sv. Maura.
Vesnice se nachází u silnice D106, která spojuje Posedarje s Novaljou na severu Pagu.